# Theristus sinuosus
Theristus sinuosus är en rundmaskart som beskrevs av Christian Wieser 1959. Theristus sinuosus ingår i släktet Theristus och familjen Monhysteridae. Inga underarter finns listade i Catalogue of Life.